# Torre Espacial
A Torre Espacial, também conhecida como Torre de Interama ou Torre de la Ciudad, é a estrutura mais alta da Argentina, e localiza-se no «Sector Futuro» do Parque de Diversões da Cidade de Buenos Aires, no bairro Villa Soldati da cidade de Buenos Aires. A sua altura é de 200 metros.
Foi declarada Monumento do Património Cultural da Cidade de Buenos Aires pela Lei Nª 3860/11, pela Legislatura da Cidade de Buenos Aires.
Depois da sua restauração, no dia 26 de Novembro de 2011 foi reaberto o miradouro da Torre Espacial, que se encontrava fora de serviço desde Novembro de 2003.

## Construção
Fabricada por Waagner-Biro na Áustria em 1979, e construída entre 1981 e 1982, foi inaugurada ao público a 9 de Julho de 1985. Tem as suas fundações 35 metros abaixo da superfícies, com 30 pilares de um metro de diâmetro e 35 metros de profundidade. A estrutura emergente é totalmente em aço galvanizado e revestida com chapa de alumínio de perfil trapezoidal aparafusada, pintada. A base é hexagonal, com seis tensores. O desenho da torre inspira-se numa ponta de lança ou numa espada invertida.

## Descrição
A estrutura pode ver-se a partir de vários pontos Grande Buenos Aires. Na sua plataforma, a vista panorâmica pode alcançar 80 km, sendo possível ver a costa uruguaia Elevadores de alta velocidade com capacidade para 28 pessoas levam os visitantes até ao miradouro, inactivo desde Novembro de 2003 até 26 de Novembro de 2011 - as obras de restauro dos elevadores iniciaram-se cerca de um dia antes. A escada interior tem 1000 degraus.